# Klavs Bruun Jørgensen
Klavs Hørlykke Bruun Jørgensen, más conocido como Klavs Bruun Jørgensen (Copenhague, 3 de abril de 1974) fue un jugador de balonmano danés y actual entrenador de balonmano. Fue un componente de la Selección de balonmano de Dinamarca.
Con la selección logró la medalla de bronce en el Campeonato Europeo de Balonmano Masculino de 2002 y en el Campeonato Europeo de Balonmano Masculino de 2004. Es el actual entrenador de la Selección femenina de balonmano de Dinamarca.

## Palmarés como jugador

### GOG
- Liga danesa de balonmano (2): 2004, 2007
- Copa de Dinamarca de balonmano (1): 2005

### AG København
- Copa de Dinamarca de balonmano (1): 2010

## Palmarés como entrenador

### AG København
- Liga danesa de balonmano (1): 2011
- Copa de Dinamarca de balonmano (1): 2011

## Clubes

### Como jugador
- Virum-Sorgenfri ( -1998)
- SG Wallau-Massenheim (1998-1999)
- Virum-Sorgenfri (1999-2003)
- GOG Gudme (2003-2007)
- FC København (2007-2009)
- AG København (2009-2010)

### Como entrenador
- AG København (2010-2011)
- Nordsjælland HB (2012)
- Team Tvis Holstebro (2012-2015)
- Selección femenina de balonmano de Dinamarca (2015-)[2]